# شیبانیان
شیبانیان یا دودمان شیبانی (به ازبکی: Шайбонийлар) دودمانی با اصالت ترکی-مغولی با فرهنگ ترکی-ایرانی در آسیای میانه بودند، که در سده پانزدهم میلادی بر بیشتر سرزمین قزاقستان، ازبکستان و بخش‌هایی از جنوب روسیه کنونی (از جمله سیبری) حکومت می‌کردند. شیبانی‌ها نسب خود را به شیبان، پنجمین پسر جوجی، فرزند ارشد چنگیز خان می‌رساندند. آنها تا اواسط قرن چهاردهم میلادی به حکومت فرزندان باتوخان، اوردا خان و اوزبیک خان (برادران شیبان) اذعان داشتند. شیبانی‌ها، در ابتدا اردوی خاکستری، در جنوب شرقی اورال را رهبری می‌کردند و در سال ۱۲۸۲ به اسلام گرویدند.
دودمان شیبانی نخست در اواسط سده سیزدهم میلادی، توسط ابوالخیر خان که خود را از اخلاف چنگیز خان معرفی می‌کرد، در آسیای میانه بنیان گذاشته شد. این دودمان نقش بسیار مهمی در تاریخ آسیای مرکزی ایفا کرد. نخستین دولت مقتدر از این دودمان، خانات ازبک بود که توسط خود ابوالخیر خان تأسیس شد. علاوه بر خانات ازبک، خانات سیبیر، خانات بخارا، خانات خوقند و خانات خیوه نیز از همین دودمان بودند که تا قرن بیستم میلادی ادامه یافت.

## پیشینه و تبار

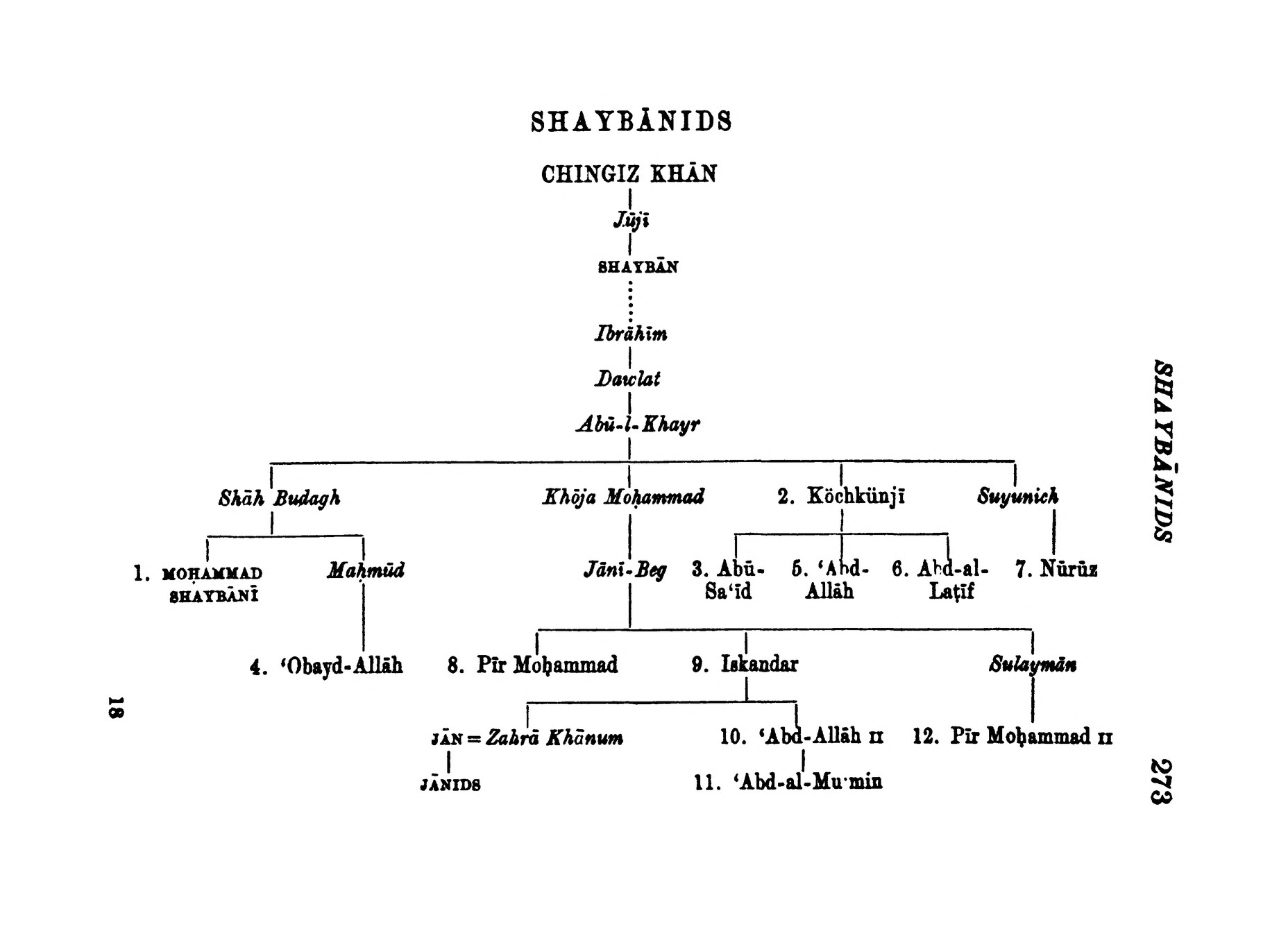
شجره‌نامه شیبانیان که نسب آن‌ها را به چنگیز خان می‌رساند.

پس از فتوحات مغول به جوجی بزرگ‌ترین پسر چنگیز خان، سیبری غربی و دشت قبچاق به عنوان یورت رسیده بود. زمانی او در سال ۱۲۲۷م درگذشت، بخش شرقی قلمرو او یعنی سیبری غربی، به پسر بزرگش اوردا خان رسید که رئیس و سرکرده اسمی اعقاب جوجی گشت و در قلمرو خود اردوی سفید را تشکیل داد، و نیمه غربی قلمرو جوجی یعنی خوارزم، دشت قپچاق و سیبری جنوبی به پسر دوم او باتو خان رسید‌. از آنجایی این دو تن از نوادگان چنگیز خان، در جریان جنگ‌های خاندانی بزرگ قرن چهاردهم از بین رفتند، مدعیان تازه‌ای با اصالت ترکی-مغولی به تحت رهبری مردی به نام ابوالخیر خان وارد عرصه رقابت شدند. ابوالخیر خان و خاندانش خود را تنها جانشینان مشروع چنگیز از پسرش جوجی معرفی کردند که زمانی در سیبری غربی حکومت می‌کرد و مدعی کل اولوس عظیم او که شامل بخش‌هایی از سیبری و قزاقستان بود شدند. هنگامی که توقتمش و اردوی سفید به سوی مغرب پیش راندند و با اردوی زرین در سیبری جنوبی یکی شدند، سیبری غربی به دست اعقاب شیبان پسر جوان جوجی افتاد که در تاریخ با نام «شیبانیان» معروف شدند.
پیش از انقراض اردوی زرین، خانات دیگری به سرکردگی اعقاب متعدد سومین پسر جوجی، یعنی طغاتیمور، از بطن آن جدا شده بودند. خانات کازان، خانات کازیموف، خانات کریمه و به‌خصوص خانات آستاراخان از آن جمله بودند. در نیمه‌های سده نهم هجری قمری، تیموریان شاهد قدرت‌گیری ازبکان بودند و ماوراءالنهر نیز در معرض تاخت و تازهای آنان قرار گرفت. ناتوانی تیموریان در جلوگیری از حملات قبایل ازبک به دشت قبچاق به فرماندهی ابوالخیر خان و ناامنی در منطقه، یکی از دشواری‌های جدی حاکمان تیموری در ماوراءالنهر بود.

## تاریخ

### خانات ازبک

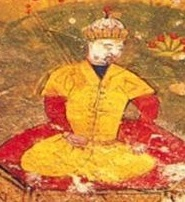
نگاره‌ای از ابوالخیر خان

در نیمه‌های سده پانزدهم میلادی، تیموریان شاهد قدرت‌گیری ازبکان بودند و تاخت و تازهای آنان در ماوراءالنهر و دشت قبچاق به فرماندهی ابوالخیر خان و ناامنی در منطقه، یکی از دشواری‌های جدی حاکمان تیموری بود. در زمان سلطنت طولانی ابوالخیر خان که از سال ۱۴۲۸ تا ۱۴۶۸، بیش از ۴۰ سال شیبانیان را رهبری کرد، این دودمان شروع به تحکیم قبایل ناهمگون ازبک، ابتدا در اطراف تیومن و رود تورا و سپس به منطقه سیر دریا کرد. ابوالخیر خان با این حملات و ایجاد وحدت میان قبایل بدوی منطقه که بعدها بنا بر نام خان مشهور خود اوزبیک خان، «اوزبیک» یا «ازبک» نامیده شدند، توانست زمینه تشکیل حکومتی را بر پایه مناسبات قبیله‌ای ایجاد کند. این حکومت «خانات ازبک» نامیده می‌شود که بیش از نیم قرن در نواحی خوارزم و ماوراءالنهر برقرار بود. او همچنین بنیان‌گذار دودمانی به نام خودش «ابوالخیریان» شد که تا پیش از تغییرات نوه‌اش، حاکمان ازبک با آن نام شناخته می‌شدند. در اواخر دوره ابوالخیر خان، قزاق‌های قلمرو او سر به شورش برداشتند که وی را به سرکوب آنان واداشت. در حدود ۱۴۶۸ تا ۱۴۷۰ میلادی، ابوالخیر خان همراه با چند تن از پسرانش در نبرد با قزاق‌ها کشته شد. پس از درگذشت ابوالخیر خان، پسر بزرگ او شاه بوداغ خان مشهور به شیخ حیدر فرمانروای خانات ازبک شد؛ اما دوران سلطنت شاه بوداغ خان بسیار کوتاه بود و او نیز در جنگ با ایبک خان، خان خانات سیبری شکست خورد و کشته شد.

### خانات سیبری
شاخه دیگری که خاندانی از شیبانیان به نام خان‌های تیومن تا سده هفدهم در سیبریه باقی ماندند و در سال ۱۵۶۳ خانات سیبیر را بنیان گذاشتند. با وجود هم‌تباری میان خان‌های سیبیر و ازبک، آنها با یکدیگر رقابت داشتند. کوچوم آخرین خان آن، توسط روس‌ها در سال ۱۵۹۸ خلع شد. او به بخارا گریخت، اما پسران و نوه‌هایش توسط تزار به مسکو برده شدند. در آن‌جا نام خانوادگی خود را «سیبریسکی» تغییر دادند.

### خانات بخارا

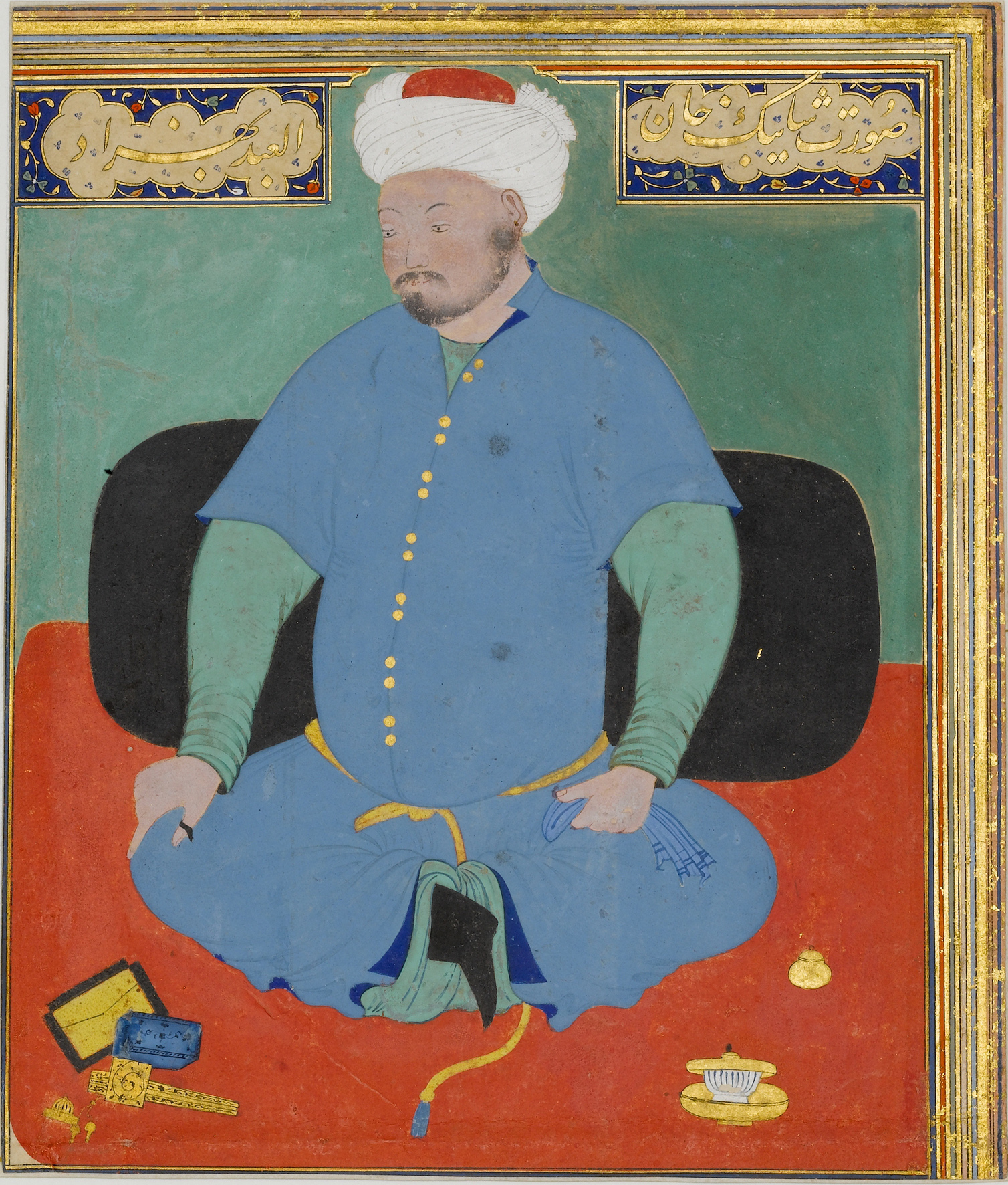
نگاره‌ای از شیبک خان اثر کمال‌الدین بهزاد

پس از شاه بوداغ خان دوره‌ای از هرج و مرج آغاز شد. شیبک خان (حکومت: ۱۵۰۰–۱۵۱۰)، نوه ابوالخیر خان که می‌بایست جانشین پدرش می‌شد، به همراه برادرش محمود سلطان به قاسم‌خان خان آستاراخان پناه برده بود. او در ابتدا مانند بسیاری از فاتحان عشایری پیش از خود به خدمت فرمانروایی مستقر (سلطان احمد میرزا حاکم تیموری سمرقند) در آمد؛ اما مدت زیادی چنین نبود. او در نبرد رودخانه چیرچیق (۱۴۸۸) به سلطان احمد میرزا خیانت کرد و سرانجام خود سمرقند و سایر قلمرو تیموریان در آسیای مرکزی را فتح کرد. این موقعیت او را به قدرتمندترین شخصیت منطقه تبدبل کرده بود. تصرف هرات سرانجام او را با صفویان، سلسله جدیدی که هم‌زمان توسط شاه اسماعیل یکم در ایران روی کار آمده بود، درگیر کرد. دو پادشاه در سال ۱۵۱۰ در نبرد مرو با هم روبه‌رو شدند. ازبکان با وجود برتری نفرات شکست خوردند و محمد شیبانی هم به قتل رسید. کشته شدن شیبک خان برای ازبک‌ها فاجعه بود و اقتدار جانشینان وی تضعیف شد. صفویان بسیاری از فتوحات قدیم او را خنثی کردند و با بابر، شاهزاده تیموری (و بعدها بنیان‌گذار امپراتوری گورکانی) که هنوز در تلاش برای بازپس‌گیری سرزمین‌های اجدادی خود بود، متحد شدند؛ اما قوای متحد شاه اسماعیل و بابر با شکست در نبرد غجدوان عقب رانده شد. رهبر ازبکان در این زمان عبیدالله خان ازبک، برادرزاده شیبک خان بود که در زمان کوچ‌کونجی‌خان (حکومت: ۱۵۱۲–۱۵۳۱) که خان اسمی بود و امور نظامی را به او تفویض کرده بود، به قدرت رسید.

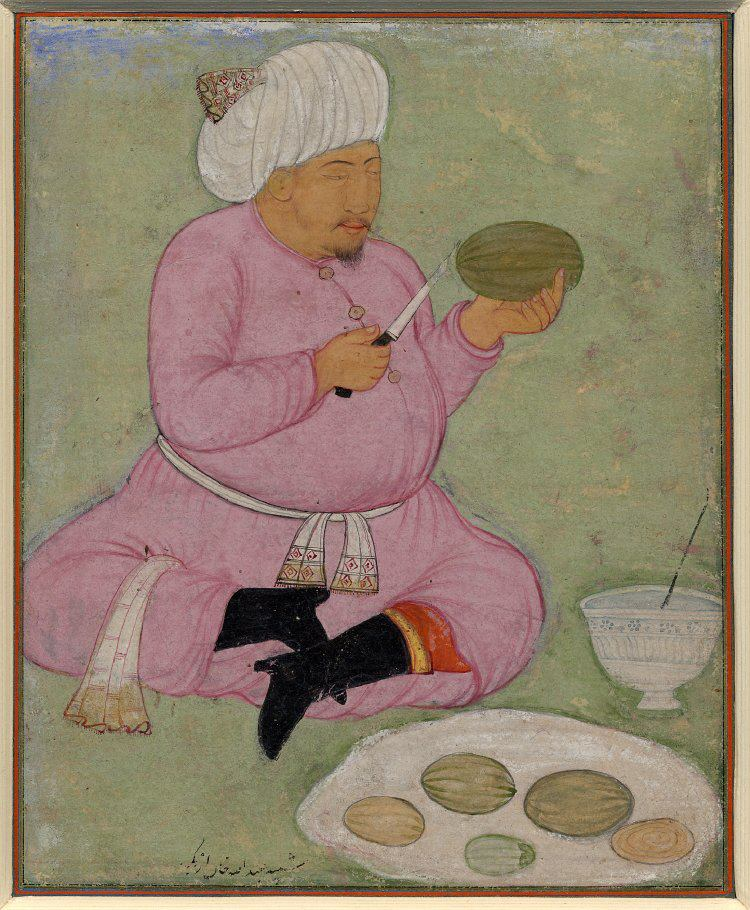
نگاره‌ای از عبدالله خان دوم

عبیدالله خان ازبک (حکومت: ۱۵۳۴–۱۵۳۹) جنگ با صفویان را از سر گرفت و با لشکرکشی‌های متعدد او، هرات و شهرهای دیگر بارها دست به دست می‌شد. در نتیجه لشکرکشی‌های عبیدالله خان به ایران، شیبانیان غنایم و ثروت بسیاری به دست آوردند. عبیدالله خان بخارا را به عنوان پایتخت خود تثبیت کرد که از آن زمان به مرکز سیاسی و فرهنگی خانات بخارا تبدیل شد. پس از مرگ عبیدالله خان، خانات به مدت ۲۲ سال با چهار خان مختلف که نتوانستند اقتدار خود را تثبیت کنند، گرفتار بی‌ثباتی شد. خانات بخارا به شاه‌نشین‌هایی تقسیم می‌شد که متعلق به سران گوناگون شیبانی بودند و برای افزایش سلطه خود با یکدیگر می‌جنگیدند. در چنین شرایطی عبدالله خان دوم بزرگ‌ترین خان شیبانی، شروع به قدرت گرفتن کرد. او ابتدا تحت حکومت اسمی پدرش، اسکندر خان (حکومت: ۱۵۶۱–۱۵۸۳) و پس از آن خودش به عنوان خان (حکومت: ۱۵۸۳–۱۵۹۸) سال‌ها به مبارزه با خویشاوندان خود برای اتحاد مجدد سرزمین‌های شیبانی پرداخت. سلطنت او دوره اوج خانات ازبک بود و در زمان او، علیرغم جنگ با یکدیگر در دهه‌های اول سده شانزدهم، ازبکان و گورکانیان با هم به صلح رسیدند. عبدالله خان علاوه بر اینکه جنگجویی توانا بود، شاعری برجسته نیز بود؛ همچنان که خان‌های پیش از او نیز چنین بودند. در زمان او بخارا با بهره‌مندی از ثبات داخلی، در جایگاه یک پایتخت شکوفا شد و هنرمندان، عالمان و بازرگانان منطقه و فراتر از آن را به خود جذب کرد.
عبدالله خان دوم در سال ۱۵۹۸ درگذشت و پسر سرکشش عبدالمؤمن خان جانشین او شد و برنامه پاکسازی شدید طرفداران و امیران پدرش را آغاز کرد. این ازجمله شامل فرماندار وفادار شهر هرات بود که سال‌ها آنجا را در دست داشت و به عبدالله خان در مورد پسرش هشدار داده بود. پاکسازی‌های خشونت‌آمیز علیه امیران ازبک باعث شورش آنها و سقوط حکومت وی شد. سلسله شیبانیان در خانات بخارا پس از قتل عبدالمؤمن خان از میان رفت. در طول قرن شانزدهم شیبانیان که بر مذهب تسنن بودند، تقریباً بدون وقفه با شاهان صفوی که مذهب شیعه داشتند، در جنگ و جدال بودند. از آن سو، با دیگر قدرت‌های سنی مذهب مانند عثمانیان و گورکانیان هند، داد و ستد و روابط حسنه داشتند. شیبانیان در خانات بخارا تا سال ۱۵۹۸ حکومت کردند. در این سال امرای جانیه که از فرزندان اوردا پسر جوجی بودند و از طریق مادری از بستگان شیبانیان محسوب می‌شدند، جای آنها را گرفتند.

## دولت

### ساختار حکومت
حکومت شیبانیان با سرمایه‌های نیروی رزمی قبایل ازبک و به‌کارگیری سنت‌های قومی–قبیله‌ای و میراث به جا مانده از امپراتوری تیموری در ماوراءالنهر تشکیل شد. این حکومت از یک‌سو برای دست‌یابی به متصرفات بیشتر با همسایگانش جنگ‌های متعدد داشت و از سوی دیگر خاستگاه قبیله‌ای و پایبندی به اجرای سنت‌ها آن را کانون درگیری‌های دائمی کرده بود. این دودمان بر سنت‌های قومی–قبیله‌ای ازبک استوار بود که مانند هر نهاد قومی دیگری با جنگ و رقابت عجین بود. خان‌های شیبانی در درگیری‌های داخلی و جنگ‌های خارجی از مشروعیت انتساب به چنگیز خان و مشروعیت دینی که در جامعه ماوراءالنهر دو رکن اساسی برای تصدی قدرت بود سود می‌بردند. این دودمان ازجمله با انتساب خود به دودمان تیمور، مدعی میراث و تصرف قلمرو آنان شد. برای شیبانیان این انتساب به عنوان یکی از سرچشمه‌های مشروعیت، هیجگاه اهمیت خود را از دست نداد؛ چنانکه در اوج اقتدار نیز تکیه بر سوابق همکاری سلاطین شیبانی و تیموری و نیز استناد به پیمان‌های دیگر همچنان در ستور کار ایشان باقی ماند. فرمانروایان شیبانی در منابع رسمی با عناوینی چون «امام زمان»، «خلیفةالرحمان»، «ابوالغازی» و «امامت مرتبت» خوانده می‌شدند و در مناسبات خارجی نیز از مبانی دینی و مذهبی به عنوان توجیهی برای سیاست‌های جنگی خویش استفاده می‌کردند. سیاستی که شاهان صفوی نیز آن را دنبال کردند. ساختار «قدرت» در میان شیبانیان بر سنت‌های قبیله‌ای و عدم تمرکز استوار بود. از دیدگاه قبایل و سران دولت شیبانی، حکومت نیز چون سایر غنایم فقط به یک حاکم تعلق نداشت؛ بلکه اعضای خاندان و طایفه او نیز در امر حکومت و دولت شریک بودند. در واقع حکومت «خانات» اتحادیه‌ای خانوادگی متشکل از خان و اعضای خاندان او بود. چنین نظامی آشکارا مستلزم عدم تمرکزگرایی و تقسیم قلمرو شیبانیان به چهار تیول مهم سمرقند، بخارا، تاشکند و بلخ بود که هر کدام توسط یکی از تیره‌های اصلی خاندان شیبانی اداره می‌شدند. صاحبان این تیول‌ها، سلاطین شیبانی و اعضای خانواده سلطنتی بودند که قورلتای، صاحبان و نحوه توزیع این تیول‌ها را مشخص می‌کرد.

### جامعه
آمار دقیقی در مورد جمعیت قلمرو خانات بخارا وجود ندارد. به‌طور کلی، شمار سکنه این کشور چندین میلیون نفر تخمین زده می‌شود. بر اساس پژوهش‌ها، شمار ازبک‌های کوچ‌نشین اسکان داده شده در ماوراءالنهر در آغاز قرن شانزدهم میلادی، بین ۳۰۰ تا ۵۰۰ هزار نفر بود. ترکیب نژادی این کشور کاملاً مختلط بود و جمعیت عمدتاً فارسی‌زبان در شهرها زندگی می‌کردند. بیشتر کشاورزان (روستاییان) به هر دو زبان ترکی و فارسی صحبت می‌کردند. عمده مردم خود را ازبک، تاجیک، ترکمن، قزاق، فارس یا عرب می‌نامیدند. زبان فارسی زبان نخبگان، فرهنگ، شعر و تا حدودی زبان دینی بود. اکثریت قریب به اتفاق مردم به زبان ترکی صحبت می‌کردند. زبان ترکی عمدتاً زبان دولتی، دربار، تا حدودی شعر و زبان اصلی ارتش بود که ستون فقرات آن را ازبکان تشکیل می‌دادند. همچنین در این کشور، زبان عربی زبان اصلی دین بود.

### ارتش

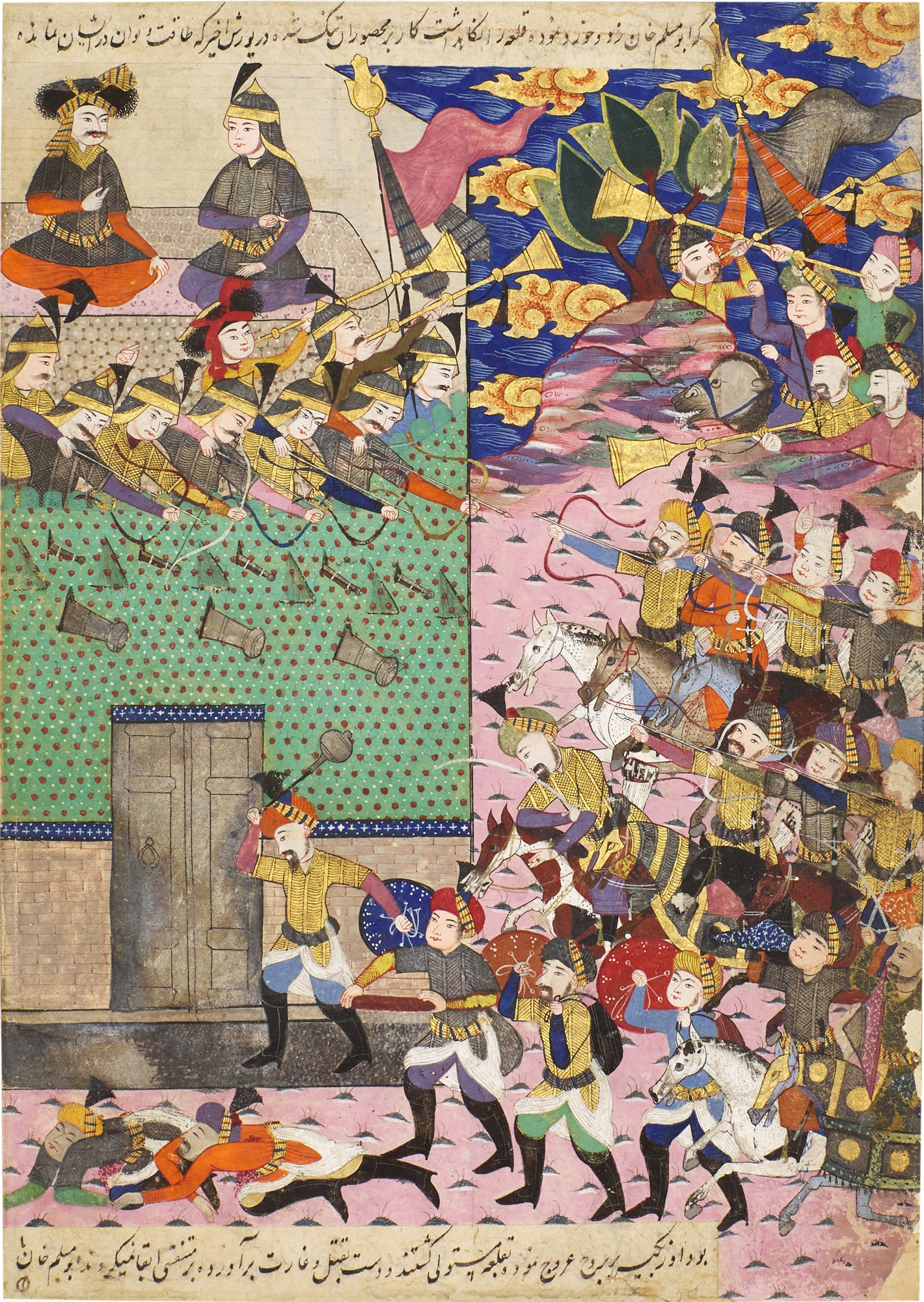
برگی مصور از تاریخ عالم‌آرای عباسی که یورش ارتش شیبانیان به قلعه اسفراین ایران را نشان می‌دهد. اثر اسکندر بیگ منشی، اصفهان حدود ۱۶۵۰ میلادی.

دولتی که شیبانیان بنیان گذاشتند با سرمایه نیروی رزمی قبایل جنگجوی ازبک تشکیل شد. این حکومت از یک‌سو برای دست‌یابی به متصرفات بیشتر با همسایگان جنگ‌های متعدد داشت و از سوی دیگر خاستگاه قبیله‌ای و پایبندی به اجرای سنت‌ها، آن را به کانون درگیری‌های دائمی تبدیل می‌کرد.

## فرهنگ

### فرهنگ
شیبانیان دودمانی با فرهنگ ترکی-ایرانی بودند. اگرچه شیوه حکومت شیبانیان خود منشا رقابت‌های متعدد، اختلاف بین طوایف و گاه جنگ‌های خونین برای تصدی حکمرانی بر خانات و احراز مقام خانیت بود، اما همین رقابت‌ها به تدریج زمینه مناسبی را برای اقدامات فرهنگی به ویژه طبقات «سه‌گانه قدرت» فراهم کرد. ماریا اوا سابتلنی معتقد است اقدامات فرهنگی شیبانیان متاثر از فرهنگ حمایتی دربار تیموری به ویژه دوره سلطان حسین بایقرا بوده و علت اتخاذ چنین رویکردی از طرف آنان، نه ملاحظات زیبایی‌شناختی و درک درست از هنر، بلکه در راستای اهداف سیاسی و کسب مشروعیت برای یک دولت اسلامی بوده است.
شیبانیان با آگاهی از جایگاه نهاد‌های فرهنگی، اقدامات متعددی در زمینه‌های مختلف آموزشی، هنری، علمی، مذهبی و غیره انجام دادند. محور اصلی فعالیت‌های فرهنگی آنان بیشتر در زمینه‌های مدرسه‌سازی، تأسیس کتابخانه و تشویق هنر‌های کتاب‌آرایی شامل نگارگری، خوشنویسی، تذهیب‌کاری، استنساخ و غیره به همراه ساخت بنا‌هایی مانند مسجد، خانقاه، صومعه، مزارات، بقاع خیر و موقوفاتی در این زمینه بود. خان‌های شیبانی از درک اهمیت و کاربرد فعالیت‌های ادبی غافل نبودند و با تشویق و حمایت مستقیم آنان، آثار بسیاری در زمینه‌های ادبی و تاریخ‌نگاری ایجاد شد. این امور به ایجاد سبک‌های نوینی در هنر به ویژه نگارگری انجامید که سمرقند و بخارا را به یکی از مراکز تکاپو‌های علمی و ادبی آن روزگار تبدیل کرد. کوشش‌های مختلف فرهنگی در عصر شیبانی بیشتر توسط سلاطین، شیوخ متصوفه، علما و امرا که همگی از طبقه اشراف جامعه محسوب می‌شدند دنبال می‌شد. وجود دربار‌های متعدد و عدم تمرکز قدرت، امور فرهنگی را به عرصه رقابت میان طبقات سه‌گانه قدرت بدل کرده بود که هر کدام، به نحوی از آن سود می‌بردند. اهمیت تبلیغات (جنگ نرم) در کنار جنگ‌های داخلی و خارجی ازجمله با صفویان را یکی از دلایل این توجه سلاطین شیبانی به کتابت و هنر دانسته‌اند.

### هنر و کتابت

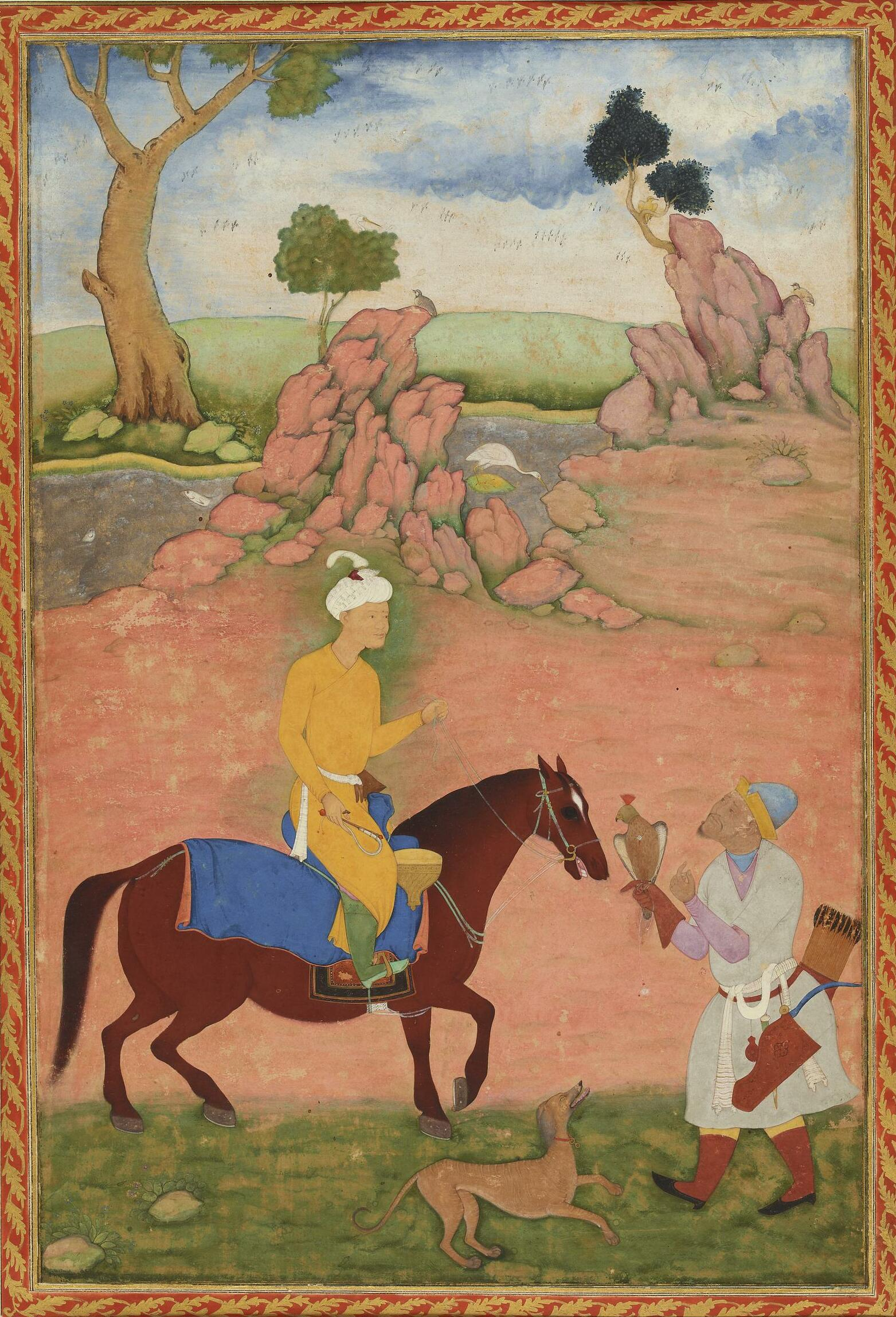
نگاره‌ای از عبدالله خان دوم (سوار بر اسب) در سال ۱۶۳۰ میلادی

خان‌های شیبانی از کتابت، تاسیس کتابخانه‌ها و تولید نسخ خطی حمایت می‌کردند. شیبانیان با تخلیه کتابخانه‌های تیموریان در هرات به غنی‌سازی کتابخانه‌هایشان در بخارا پرداختند. محسن حیدرنیا در کتابش تاریخ فرهنگی و علمی سمرقند و بخارا در دوران اسلامی، مذهب و دین را مهم‌ترین وجه فرهنگی غالب در عصر شیبانی دانسته و از رواج نهضت مدرسه‌سازی و اهتمام شیبانیان به امور ادبی، هنری و علمی سخن گفته است. حکومتی که شیبک خان در سمرقند بنا نهاد، تجربه‌ای در کنترل جوامع شهری و یکجا‌نشین نداشت. بنابراین شیبانیان با آگاهی از جایگاه و کارکرد‌های نهاد‌های اداری و فرهنگی در جامعه، کنترل برخی از شهر‌های مفتوحه را به بزرگان، دیوانیان و کارگزاران دولت پیشین تیموری واگذار کردند. در گام‌های بعد، پیوستن جمعی از هنرمندان، شاعران و علمای ماوراءالنهر و خراسان به حکومت تازه تاسیس شیبانی، به دلخواه یا به اجبار، علاوه بر اینکه نمایانگر اهمیت نماد‌های فرهنگی نزد شیبانیان است، به دامنه و وسعت همکاری‌های دوجانبه میان شیبانیان و نخبگان جامعه اشاره دارد. حاصل این تعامل، فعالیت‌های متعدد فرهنگی است که سیمای درخشانی به این حکومت بخشید و آن را از مرحله مجری سنت‌های قبایل بدوی به حامی فعالیت‌های فرهنگی تبدیل کرد.

### زبان و ادبیات
شیبانیان نیز همانند دیگر دودمان‌های ترک منطقه متأثر از فرهنگ ایرانی بودند. زبان دیوانی و ادبی در دوره آنان زبان فارسی بود و مورد توجه دولت هم قرار داشت. اگرچه شیبک خان و جانشینانش برنامه‌ای را برای ترجمه ادبیات فارسی به ترکی چغتایی آغاز کردند؛ با این وجود زبان اصلی دربار و نوشتار همچنان فارسی بود و باقی ماند.

## اقتصاد

### سکه‌شناسی

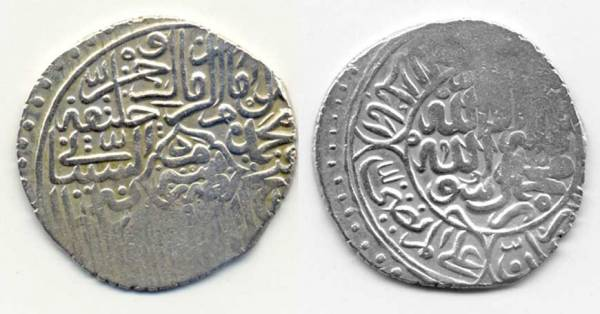
درهم شیبانی در زمان شیبک خان در سال ۱۵۱۰ میلادی

شاهرخ، پادشاه تیموری، واحد پول خود تانکای شاهرخی را در اوایل قرن پانزدهم ایجاد کرد و توسعه داد. تانکای شاهرخی به عنوان مبنایی برای سکه‌های نقره مورد استفاده شیبانیان بود. نوع پهن و نازک سکه‌های نقره شیبانی که در قرن شانزدهم در سراسر آسیای مرکزی، ایران و شمال غربی هند رواج داشت، همگی در زمان والیان متأخر تیموری خلق شدند. بیشتر این سکه‌ها بین ۱.۱ تا ۱.۲ اینچ هستند و قطر آنها حداقل یک اینچ است. بسیاری از سکه‌های عبدالله خان دوم در پهن‌ترین نقطه‌شان قطر تقریباً ۱.۴ اینچی دارند و ضخامت آن‌ها کاهش می‌یابد.

## معماری
هنگامی که شیبانیان تصمیم گرفتند بخارا را به پایتخت فرهنگی و معماری سلسله خود تبدیل کنند، سرمایه‌گذاری‌های بی‌شمارشان در ساختمان‌سازی، آن شهر را دگرگون کرد. مسجد جامع بخارا، پای‌کلان، در سال ۱۱۲۱ ساخته شده بود؛ اما در دوران شیبانیان در اوایل قرن شانزدهم، به‌طور کامل با افزودن ستون‌های سنگی، محراب‌ها و ۲۸۸ طاق بازسازی شد. این مسجد بخشی از یک مجموعه مذهبی بود که از یک کاخ پنج گنبدی و یک مسجد نیز تشکیل شده بود. در سال ۱۵۳۰، تحت حکومت عبیدالله خان یکم، مدرسه میرعرب به افتخار شیخی معروف به میرعرب به این مجموعه اضافه شد.  روبه‌روی مسجد کلان، مدرسه میرعرب با کلاس‌های دو طبقه‌ای که یک حیاط مرکزی را احاطه کرده بودند، بلند ایستاده بود. فضای داخلی بیشتر مجموعه با سقف‌های گچ‌کاری‌شده و کاشی‌کاری‌های رنگارنگ گسترده تزئین شده بود. با این حال، بسیاری از کاشی‌کاری‌ها و دیوار‌نویسی‌ها باقی نمانده است. در نیمه دوم قرن شانزدهم، یک جاده اصلی شمال به جنوب و یک گذرگاه شرقی به غربی در سراسر شهر بخارا ساخته شد. در سال‌های بین ۱۵۶۲ و ۱۵۸۷، شریان شمالی-جنوبی شهر، محل توسعه بازار چارسو بود که شامل سه بازار سرپوشیده بود: گنبد طلافروشان، گنبد جنس‌فروشان و گنبد صرافان. این بازارها که برای گنبدهای متعددشان، طاق‌ها نامیده می‌شوند، همگی کمتر از ۵۰۰ متر از یکدیگر فاصله داشتند. به علاوه، دور تا دور این بازارهای سرپوشیده را کاروانسراها و مدارس بزرگی که صدها دانش‌آموز را در خود جای می‌داد فرا گرفته بود. روی هم، این‌ها محیطی مرکزی و پر جنب و جوش ایجاد را کرده بود که بانی گسترش کلان تجارت کالا بودند.
در اواخر قرن شانزدهم، عبدالله خان دوم، در زمان سلطنتش، دو بنای بزرگ یعنی مدرسه «محیر خان» و مدرسه «عبدالله دوم» را ساخت که با هم «مدرسه کوش» نامیده می‌شدند. مدرسه «مادر خان» هم در ادای احترام به مادر عبدالله، نخست در سال ۱۵۶۷ ساخته شد. سپس، بین سال‌های ۱۵۸۸ تا ۱۵۹۰، عبدالله خان مدرسه دیگری به نام مدرسه «عبدالله خان» به افتخار خود ساخت. تزیین مدرسه عبدالله خان شامل نقوش کاشی‌های لعاب‌دار هنرمندانه با ستاره‌ها، اشکال و حاشیه‌های هندسی بود. این مدرسه همچنین دارای کتیبه‌های مختلفی حاوی نام حاکم است. کتیبه‌ها به خط عربی و با خطوط عمودی کشیده، نوشته شده است. «مدرسه بزرگ» نیز برای خدمت به عنوان یک مکتب‌خانه ساخته شد.
یکی دیگر از مهم‌ترین بناهای ساخته شده توسط عبدالله خان دوم «حمام صرّافان» در سال ۱۵۹۷ یا ۱۵۹۸ بود. حمام صرّافان شامل یک حمام مرکزی هشت ضلعی با اتاق های مختلف چند منظوره در هر طرف بود که طیف وسیعی از فعالیت‌ها، از استراحت ساده گرفته تا جلسات کاری، مکالمه و بازی‌ها را امکان‌پذیر می‌کردند. بین چیدمان حمام مردانه و زنانه تفاوت‌هایی وجود دارد. مردان اتاق‌های جداگانه‌ای برای عبادت داشتند و اتاق‌ها با کاشی‌کاری‌های هنرمندانه تزئین شده بودند. حمام زنان کمتر تزئین شده بود و فاقد غرفه‌های جداگانه بود.

## ارزیابی
در سده نهم قمری برابر با سده پانزدهم میلادی، دگرگونی‌های اساسی در ماوراءالنهر رخ داد که نقشه سیاسی این منطقه و سایر مناطق همجوارش را برای قرن‌ها تغییر داد. سرآغاز این دگرگونی‌ها برپایی دودمان شیبانیان بود که بر مرده‌ریگ‌های امپراتوری امیر تیمور بنا شد. آنها موجد حکومتی بودند که چند قرن در ماوراءالنهر به بقای خود ادامه داد. شیبانیان در منابع مکتوب خود و همسایگان‌شان بیشتر با اقدامات سیاسی–نظامی توصیف شده‌اند؛ اما بررسی آنان از زوایایی دیگر نشان می‌دهد که این دودمان دست کم در زمینه هنر و ادبیات جایگاه ویژه‌ای داشته است. شیبانیان در سده شانزدهم، به یک قدرت بزرگ در آسیای مرکزی تبدیل شده بودند که در اوج خود از هرات در جنوب تا ترکستان در شمال مسلط بوده و آثار ماندگار خود را در آن منطقه بر جای گذاشتند.

## فهرست فرمانروایان شیبانی
| عنوان(ها) | نام کامل                                                  | حکومت              |
| --- | --------------------------------------------------------- | ------------------ |
| در اینجا تنها اسامی فرمانروایان شیبانی در خانات ازبک و خانات بخارا آمده است: |                                                           |                    |
| خان | ابوالخیر خان ابوالخیر خان ابن دولت شیخ ابن ابراهیم خان    | ۱۴۲۸ – ۱۴۶۸ میلادی |
| خان شیخ حیدر | شاه بوداغ خان شاه بوداغ خان ابن ابوالخیر خان              | ۱۴۶۸ میلادی        |
| خان ابوالفتح | شیبک خان محمد شیبک خان ابن شاہ بوداغ خان ابن ابوالخیر خان | ۱۵۰۰ – ۱۵۱۰ میلادی |
| خان | کوچ‌کونجی‌خان کوچ‌کونجی محمد بن ابوالخیر خان                 | ۱۵۱۲ – ۱۵۳۱ میلادی |
| خان مظفرالدین | ابوسعید ابو سعید بن کوچ‌کونجی                              | ۱۵۳۱ – ۱۵۳۴ میلادی |
| خان ابوالغازی | عبیدالله خان عبیدالله بن محمود بن شاه بوداغ               | ۱۵۳۴ – ۱۵۳۹ میلادی |
| خان | عبدالله خان یکم عبدالله بن کوچ‌کونجی                       | ۱۵۳۹ – ۱۵۴۰ میلادی |
| خان | عبداللطیف خان عبداللطیف بن کوچ‌کونجی                       | ۱۵۴۰ – ۱۵۵۲ میلادی |
| خان | نوروز احمد خان نوروز احمد بن سنجق بن ابوالخیر خان         | ۱۵۵۲ – ۱۵۵۶ میلادی |
| خان | پیر محمد خان پیر محمد خان بن جانی بیگ                     | ۱۵۵۶ – ۱۵۶۱ میلادی |
| خان | اسکندر خان اسکندر بن جانی بیگ                             | ۱۵۶۱ – ۱۵۸۳ میلادی |
| خان بزرگ خان | عبدالله خان دوم عبدالله خان بن اسکندر                     | ۱۵۸۳ – ۱۵۹۸ میلادی |
| خان | عبدالمؤمن خان عبدالمؤمن بن عبدالله خان                    | ۱۵۹۸ میلادی        |
| خان | پیر محمد خان دوم پیر محمد خان بن سلیمان خان بن جانی بیگ   | ۱۵۹۸ – ۱۵۹۹ میلادی |
| خانات بخارا توسط دودمان جدیدی به نام جانیان که به نام‌های طغاتیموریان یا اشترخانیان نیز شناخته می‌شوند، تصرف شد. 1. ردیف آبی نشان‌دهندهٔ سرسلسله است. 2. خان‌های بزرگ با خط پررنگ برجسته شده‌اند. |                                                           |                    |

### فارسی
- باسورث، کلیفورد ادموند (۱۳۷۱). سلسله‌های اسلامی. ترجمهٔ فریدون بدره‌ای. تهران: موسسه انتشارات و تحقیقات فرهنگی.
- تاج‌علی، زینت؛ محمدی، ذکرالله (پاییز ۱۳۹۹). «اقدامات فرهنگی در حکومت شیبانیان». مطالعات تاریخ فرهنگی: پژوهش‌نامه انجمن ایرانی تاریخ. سال دوازدهم (چهل و پنجم): صص ۳۹–۵۹.
- کاظم‌بیگی، محمدعلی؛ تاج‌علی، زینت (بهار و تابستان ۱۳۸۸). «شیبانیان و گورکانیان هند». تاریخ و تمدن اسلامی. سال پنجم (نهم): صص ۱۴۱–۱۵۴.

### انگلیسی
- Asanova, Galina; Dow, Martin (2001). "The Ṣarrāfān Baths in Bukhara". Iran (به انگلیسی). 39. doi:10.2307/4300604. JSTOR 4300604.
- Bregel, Yuri (1982). "Abu'l-Kayr Khan". Encyclopædia Iranica (به انگلیسی). Vol. 1. London; Boston: Routledge & Kegan Paul. Retrieved 2008-10-22.
- Green, Nile (2019). "Introduction: The Frontiers of the Persianate World (ca.800 - 1900)".  In Green, Nile (ed.). The Persianate World: The Frontiers of a Eurasian Lingua Franca (به انگلیسی). University of California Press.
- Grousset, Rene (1970). The Empire of the Steppes (به انگلیسی). Translated by Walford, Naomi. Rutgers University Press. ISBN 0-8135-0627-1.
- Kilic-Schubel, N. (2016). "Shibanid Empire".  In Dalziel, N.; MacKenzie, J.M. (eds.). The Encyclopedia of Empire (به انگلیسی).
- Lowick, N. M. (1966). "Shaybanid Silver Coins". The Numismatic Chronicle (1966-), Seventh Series (به انگلیسی). 6: 251–330.
- McChesney, R.D. (1986). "Shibanids".  In Bosworth, C. E.; Van Donzel, E.; Heinrichs, W. P.; Lecomte, G. (eds.). The Encyclopaedia of Islam (به انگلیسی). Vol. IX. Brill.
- McChesney, R.D. (1987). "Economic and Social Aspects of the Public Architecture of Bukhara in the 1560's and 1570's". Islamic Art (به انگلیسی). 2.
- Makovicky, E (2017). "On the Kond style of Islamic tiling: a study in practical Islamic geometry". Rend. Fis. Acc. Lincei (به انگلیسی). 28. doi:10.1007/s12210-016-0571-1. S2CID 131863130.
- Noelle, Christine (1997). State and Tribe in Nineteenth-Century Afghanistan: The Reign of Amir Dost Muhammad Khan (1826–1863) (به انگلیسی). Richmond, Surrey, UK: Curzon. ISBN 0-7007-0629-1.
- Qizi, Toshmurodova Sarvinoz Quvondiq; Afforovich, Ergashev Ahmad Abdug'; O'g'li, Bengmatov Alibek Qahramon (1970). "Architecture and Fine Arts in the Shaybanid Period". International Journal on Orange Technologies (به انگلیسی).
- Semenov, Yuri (1963). Siberia: Its Conquest and Development (به انگلیسی). Hollis and Carter.
- Shebl, Ebaid (2016). "Two Foundation Inscriptions for 'Abd-Allah Khan in Buildings of Bukhara". Iran (به انگلیسی). 54 (2).
- Wolfgang, Holzwarth (2006). The Uzbek state as reflected in eighteenth century Bukharan sources in Asiatische Studien Etudes Asiatiques (به انگلیسی). Peter Lang.